# Aculus fockeui
Aculus fockeui är en spindeldjursart som först beskrevs av Alfred Nalepa och Édouard Louis Trouessart 1891.  Aculus fockeui ingår i släktet Aculus och familjen Eriophyidae. Arten är reproducerande i Sverige. Inga underarter finns listade i Catalogue of Life.